# Dechloromonas hortensis
Genre

Dechloromonas hortensis est une bactérie à Gram négatif, anaérobie facultatif et réductrice de chlorate et perchlorate. Elle appartient au genre Dechloromonas du phylum des Proteobacteria.

## Étymologie
Le nom de genre Dechloromonas a plusieurs origines (grec, latin et néolatin) et signifie dans son ensemble "organisme unicellulaire déchlorant". Le nom de l'espèce provient de l'adjectif latin féminin hortensis, qui veut dire "provenant de/appartenant à un jardin". 

## Description et métabolisme[1]
Dechloromonas hortensis est une bactérie à Gram négatif, anaérobie facultatif et possédant une certaine motilité. En conditions aérobies, les colonies sur plaques d'agar sont circulaires et présentent une couleur jaune. En conditions anaérobies, l'optimum de croissance est obtenu à une température de 30 °C et un pH de 7,2. Le taux de GC est de 63,6% et l'espèce la plus proche phylogénétiquement parlant est Dechloromonas agitata. 
La croissance a lieu en présence d'acétate et de propionate comme donneurs d'électrons, mais pas en présence de citrate, gluconate, glucose, mannitol, maltose, amidon, éthanol, méthanol ou sulfure. Le perchlorate, le chlorate, le nitrate et l'oxygène sont utilisés comme accepteurs d'électrons. 
La souche-type DSM 15637 a été isolée depuis un sol de jardin.